# Castello di Lindisfarne

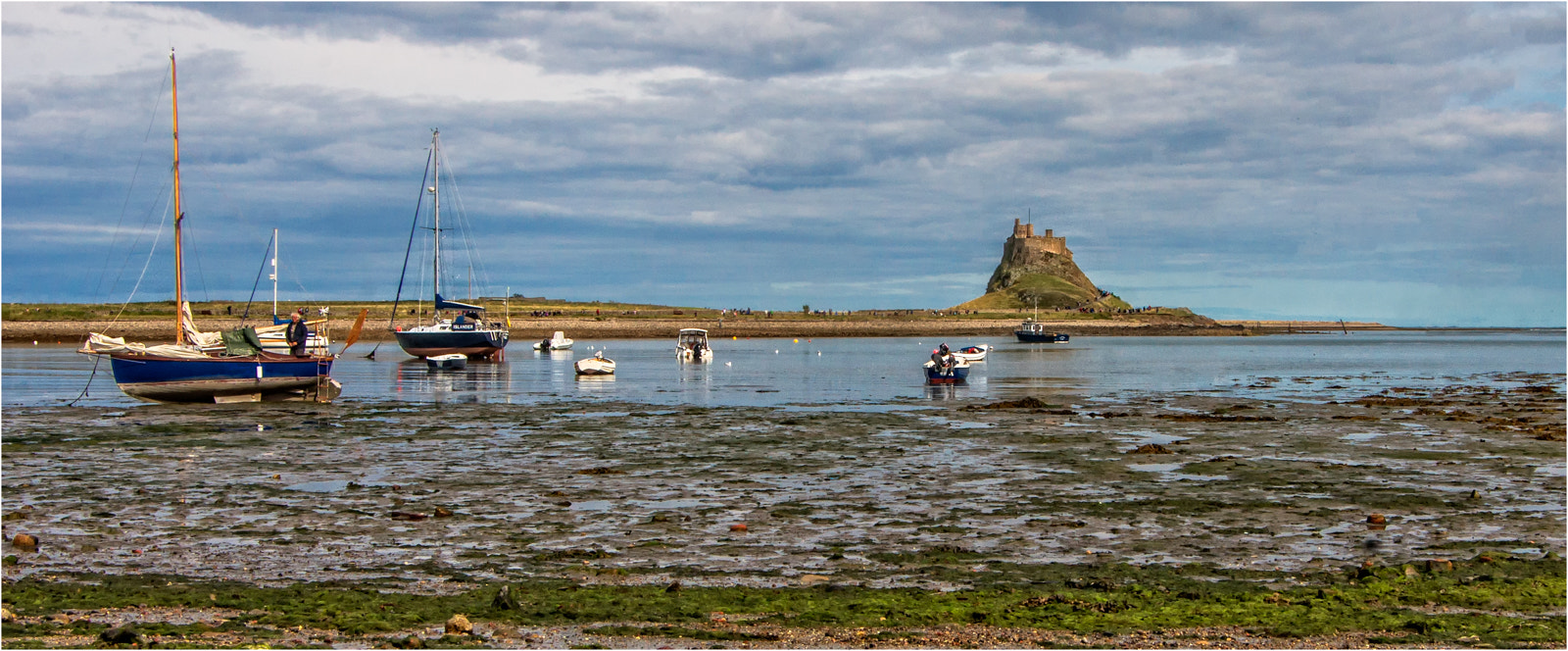
L'isola di Lindisfarne con il castello

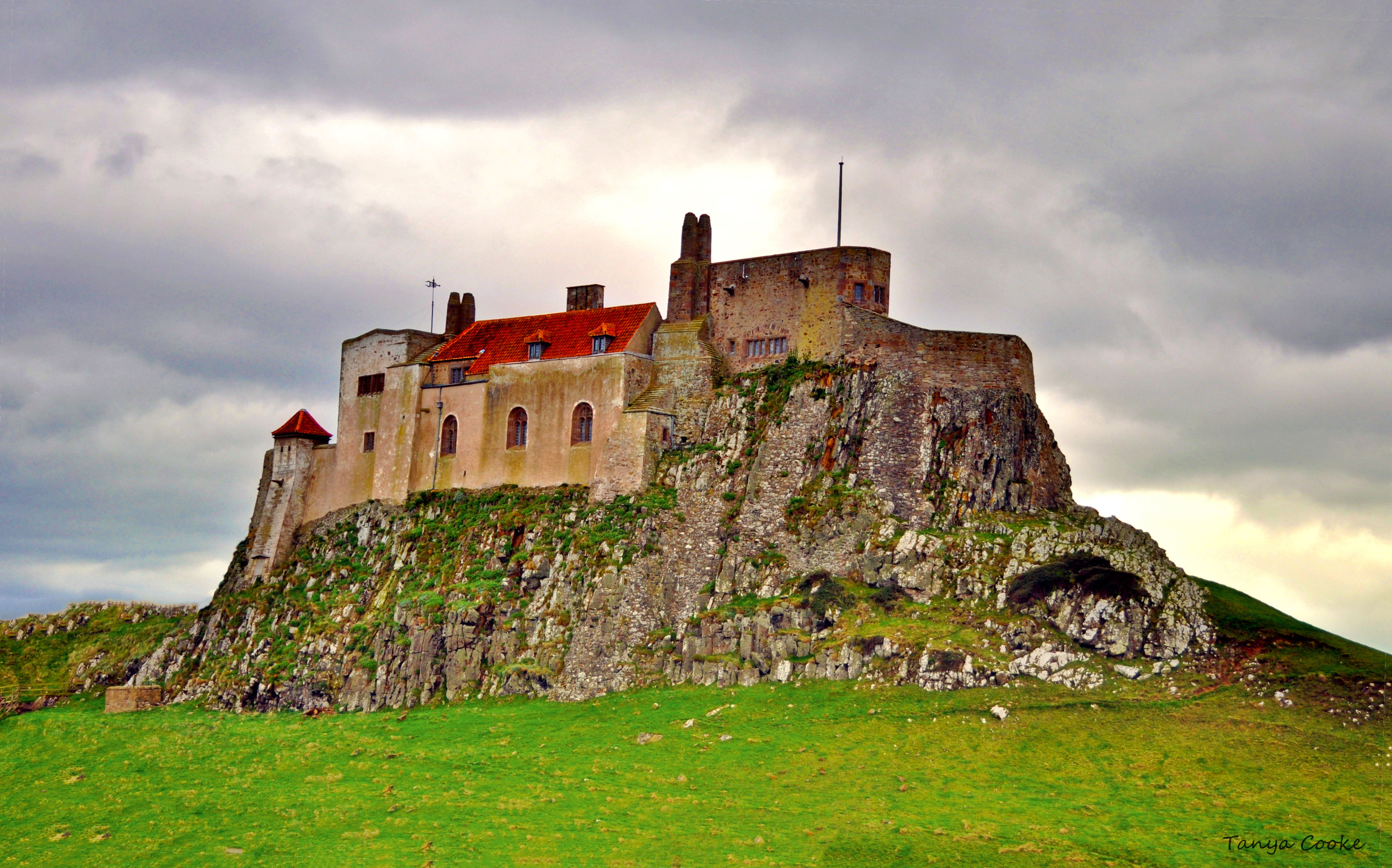
Veduta del castello di Lindisfarne

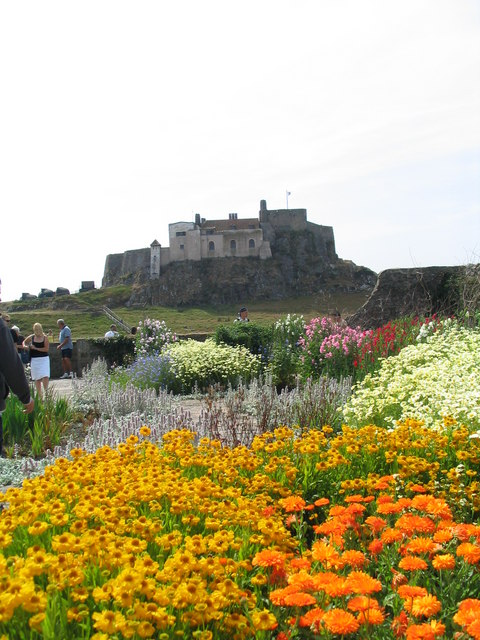
I giardini del castello di Lindisfarne

Il castello di Lindisfarne (in inglese: Lindisfarne Castle) è una fortezza situata nell'isola inglese di Lindisfarne o Holy Island, nei pressi di Berwick-upon-Tweed, nella contea del Northumberland (Inghilterra nord-orientale): eretta originariamente tra il 1565 e il 1571, fu notevolmente ristrutturata agli inizi del XX secolo dall'architetto Edwin Lutyens.
L'edificio è classificato come castello di primo grado ed è di proprietà del National Trust.

## Storia
Nel luogo dove sorge la fortezza, vennero in origine costruite negli anni quaranta del XVI secolo, sotto il regno di Enrico VIII, delle muraglie di muraglia di terra, che dovevano servire a difesa dell'isola, considerato un punto strategico. Dopo che Enrico VIII ebbe soppresso la prioria, le sue truppe usarono le rovine come magazzino navale. Nel 1542, Enrico VIII ordinò al Conte di Rutland di fortificare la zona per possibili invasioni scozzesi. Entro il dicembre del 1547, Ralph Cleisbye, capitano del forte, aveva raccolto sull'isola diverse armi, tra cui anche diversi cannoni. La prima muraglia difensiva fu realizzata nel 1543, a cui ne fu aggiunta un'altra nel 1548.
Di queste fortificazioni era però rimasto ben poco già nel 1561 e, a partire dal 1565, sotto il regno di Elisabetta I, vennero realizzate delle strutture difensive in pietra. Per la costruzione, vennero utilizzate delle pietre provenienti dall'abbazia di Lindisfarne, chiusa dopo la dissoluzione dei monasteri voluta da Enrico VIII d'Inghilterra.
Nel 1570 vennero aggiunti degli edifici amministrativi e delle guarnigioni. La costruzione terminò nel 1571.
Nel 1643, agli inizi della guerra civile inglese, il castello venne occupato dalle truppe parlamentariste, che intendevano impedire alle truppe della Corona l'accesso al porto.
Un'altra azione militare si verificò poi nel 1715, qiuando, nel corso dell'insurrezione giacobita, il castello venne occupato dai sostenitori di James Stuart: quest'ultimi dovettero però presto arrendersi alle truppe della Corona.
Dopo il 1819, il castello venne adibito a capitanerio di porto.
Tra il 1902 e il 1903, le strutture interne al castello vennero rimodellate e l'edificio fu trasformato in residenza su iniziativa di Edward Hudson, fondatore della rivista County Life, che commissionò il progetto all'architetto Edwin Lutyens.
|  |

L'architetto spagnolo Enric Miralles prese ispirazione dalle barche in disuso e rovesciate che erano state utilizzate come rifugio da Edwin Lutyens per lo stile e il design del parlamento scozzese ad Edimburgo.
In seguito, nel 1911, fu aggiunto attorno al castello un giardino, progettato da una collaboratrice di Lutyens, Gertrude Jekyll, che fu creatrice di circa 400 giardini tra Europa e Americhe.
Nel 1944, l'edificio venne donato al National Trust e nel 1952, il castello di Lindisfarne fu incluso nella lista dei monumenti classificati.
Il castello rimase chiuso per lavori di restauro e ristrutturazione da novembre 2016 ad aprile 2018.

## Architettura
Il castello si erge sulla cima del Beblowe Crag, ad un'altezza di 30 m.s.l.
Negli interni del castello si trovano ancora alcuni passaggi originari del XVI secolo.

## Il castello di Lindisfarne nella cultura di massa
- Il castello è stato utilizzato come location per il film Cul-de-Sac (1966) di Roman Polański, che ha come protagonisti Donald Pleasence, Lionel Stander e Françoise Dorléac; il film fu girato completamente all'interno e nei dintorni del castello, utilizzato come residenza dei personaggi di Pleasence e Dorléac.
- Nel 1971, il film fu una delle location del film, diretto da Roman Polański e con protagonisti Jon Finch, Francesca Annis e Martin Shaw, Macbeth.[4] In questo caso, però, il castello rappresenta il castello di Glamis.
- I produttori della serie televisiva Cold Feet (1998-2003) utilizzarono il castello come location per le scene d'esterno di un episodio (le scene d'interno furono invece girate nel Lancashire, a Hoghton Tower).
- Il castello fu utilizzato come location per il film La primula rosa del 1982 e con protagonista Anthony Andrews.
- Un episodio della serie televisiva britannica Wolfblood - Sanue di lupo è stato girato nel castello.
- Alcune sequenze girate nel castello sono state utilizzate nella quarta stagione della serie televisiva period-drama Reign.